# قروجه‌شیله
قروجه‌شیله (به ترکی استانبولی: Kurucaşile) یک منطقهٔ مسکونی در ترکیه است که در استان بارتین واقع شده‌است. قروجه‌شیله ۱٬۵۰۰ متر بالاتر از سطح دریا واقع شده‌است.